# Kabinett Viviani II

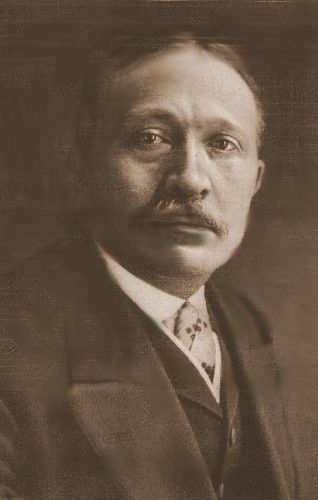
René Viviani

Das zweite Kabinett Viviani war eine Regierung der Dritten Französischen Republik. Es wurde am 26. August 1914 von Premierminister (Président du Conseil) René Viviani gebildet und löste das Kabinett Viviani I ab. Es blieb bis zum 29. Oktober 1915 im Amt und wurde vom Kabinett Briand V abgelöst.
Das Kabinett wurde von der Union sacrée (Allparteienregierung) getragen: Fédération républicaine (FR), Parti républicain, radical et radical-socialiste (PRRRS), Parti républicain-socialiste (PRS), Parti républicain démocratique (PRD), Radicaux indépendants (RI) und Section française de l’Internationale ouvrière (SFIO).

## Kabinett
Dem Kabinett gehörten folgende Minister an:
- Premierminister: René Viviani (PRS)
- Vize-Premierminister: Aristide Briand (PRS)
- Außenminister: Théophile Delcassé (RI)
  - ab 15. Oktober 1915: René Viviani
- Kriegsminister: Alexandre Millerand
- Justizminister: Aristide Briand
- Minister für öffentlichen Unterricht und Kunst: Albert Sarraut (PRRRS)
- Minister des Inneren: Louis Malvy (PRRRS)
- Minister für Marine: Jean-Victor Augagneur (PRS)
- Landwirtschaftsminister: Fernand David[1] (RI)
- Finanzen: Alexandre Ribot (FR)
- Minister für öffentliche Arbeiten: Marcel Sembat (SFIO)
- Minister für Handel, Post und Telegraphie: Gaston Thomson (PRD)
- Minister für die Kolonien: Gaston Doumergue (PRRRS)
- Minister für Arbeit und Sozialfürsorge: Jean-Baptiste Bienvenu-Martin (PRRRS)
- Minister ohne Portefeuille: Jules Guesde (SFIO)

### Unterstaatssekretäre
Dem Kabinett gehörten folgende Sous-secrétaires d’État an:
- Außenministerium: Abel Ferry[2] (RI)
- Innenministerium: Paul Jacquier[3] (PRRRS)
- Ministerium für öffentlichen Unterricht und schöne Künste: Albert Dalimier (PRRRS)
- Marineministerium (ab 13. März 1915): Georges Bureau[4] (PRD)
- Kriegsministerium:
  - zuständig für Artillerie und militärische Ausrüstung (ab 18. Mai 1915): Albert Thomas (SFIO)
  - zuständig für die Versorgung mit Lebensmitteln und die militärische Intendanz (ab 1. Juli 1915): Joseph Thierry[5] (FR)
  - zuständig für den militärischen Gesundheitsdienst (ab 1. Juli 1915): Justin Godart (PRRRS)
  - zuständig für militärische Luftfahrt (ab 14. September 1915): René Besnard[6] (PRRRS)

## Kabinettsumbildungen
- Am 26. August 1914 wurde Théophile Delcassé als Nachfolger von Gaston Doumergue Außenminister und hatte diese Funktion bis zum 13. Oktober 1915 inne. Gleichzeitig wurde Alexandre Millerand Nachfolger von Adolphe Messimy als Kriegsminister und behielt dieses Amt bis zum 29. Oktober 1915. Ferner folgte Alexandre Ribot Joseph Noulens im Amt des Finanzministers und übte dieses Amt bis zum 29. Oktober 1915 aus. Des Weiteren wurde der bisherige Justizminister Jean-Baptiste Bienvenu-Martin Nachfolger von Maurice Couyba als Minister für Arbeit und soziale Sicherheit und hatte dieses Amt bis zum 29. Oktober 1915 inne. Außerdem wurde Aristide Briand Nachfolger von Jean-Baptiste Bienvenu-Martin als Justizminister und behielt dieses Amt bis zum 29. Oktober 1915. Darüber hinaus wurde der bisherige Außenminister Gaston Doumergue Nachfolger von Maurice Raynaud als Kolonialminister und hatte diesen Ministerposten bis zum 29. Oktober 1915 inne. Nachfolger von René Renoult als Kolonialminister wurde Marcel Sembat, der dieses Amt bis zum 29. Oktober 1915 bekleidete. Schließlich wurde Jules Guesde als Minister ohne Geschäftsbereich neu in das Kabinett berufen.
- Am 13. Oktober 1915 übernahm Premierminister Viviani von Théophile Delcassé wiederum das Amt des Außenministers und übte dieses Amt nunmehr bis zum 29. Oktober 1915 aus.

## Historische Einordnung

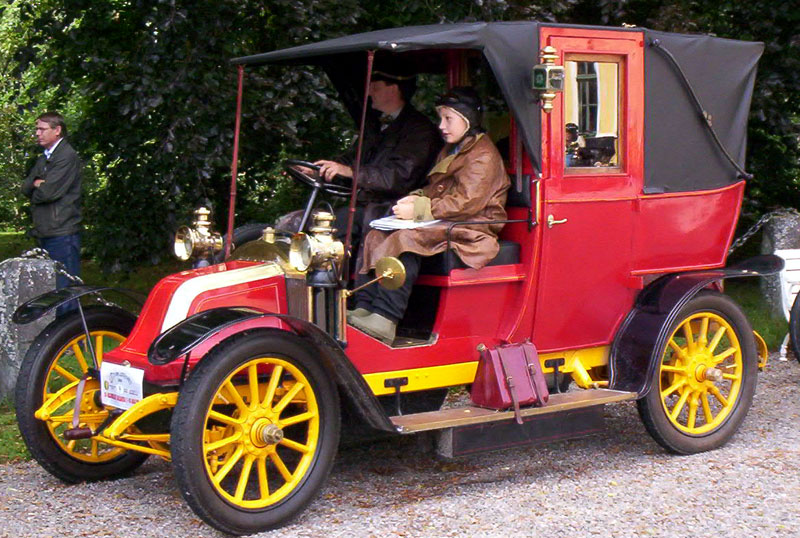
Marne-Taxi, Renault Type AG 9 CV 1910

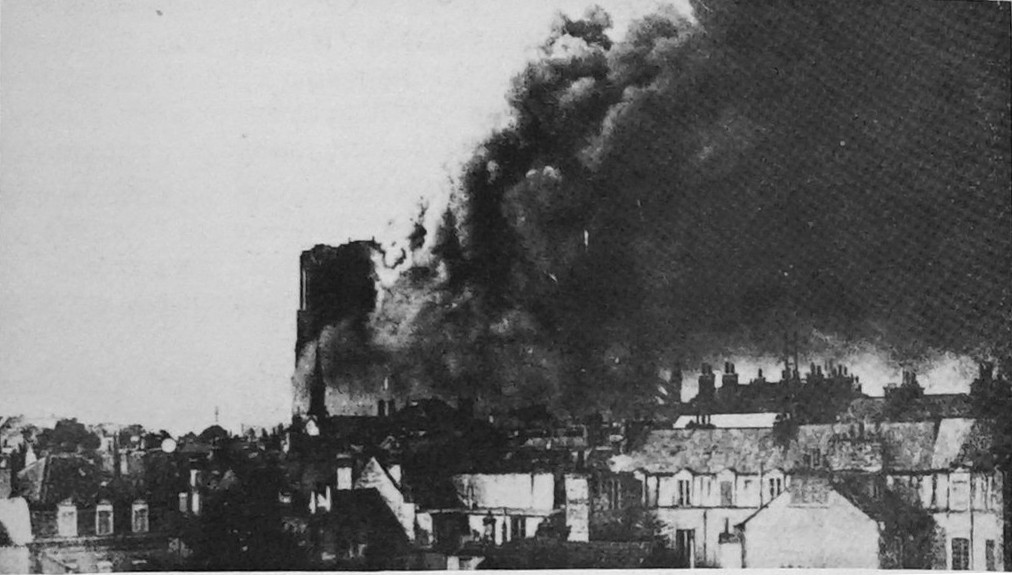
Die Kathedrale von Reims in Flammen

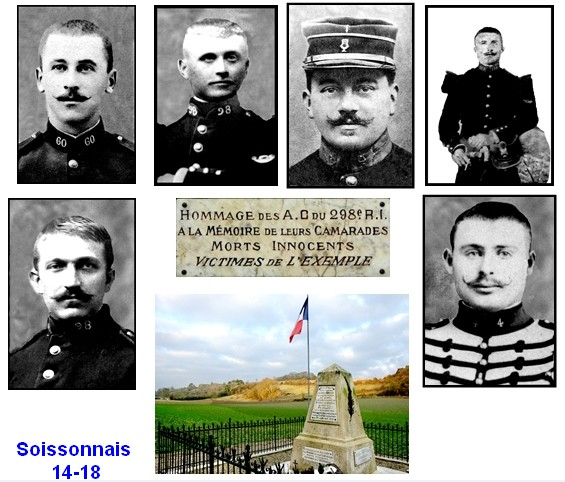
Die Märtyrer von Vingré

Das zweite Kabinett Viviani wurde gebildet, um eine umfassende Kabinettsumbildung zu ermöglichen; die Sozialisten traten der Regierung bei und es wurden mehrere Unterstaatssekretäre für spezielle Kriegsfragen einberufen.
Ende August verließ die französische Regierung das vom deutschen Vormarsch bedrohte Paris und zog nach Bordeaux um. Damit wurde die Hauptstadt der Militärregierung von General Gallieni unterstellt. Dieser stoppte den deutschen Vormarsch in der Ersten Marneschlacht – unter anderem dadurch, dass er Pariser Taxis requirierte und Soldaten damit zur Front beförderte. Ende September begann der Wettlauf zum Meer, in dem die deutsche Armee versuchte, Dünkirchen, Calais und Boulogne-sur-Mer zu erreichen. Am 19. September wurde die Pressezensur durch ein Rundschreiben Kriegsminister Millerands verschärft. Am 5. November 1914 erklärte Frankreich der Türkei den Krieg. Am 8. Dezember kehrte die Regierung nach Paris zurück.
Am 4. Dezember 1914 wurden in Vingré die sechs Frontsoldaten Paul Henry Floch, Jean Blanchard, Francisque Durantet, Pierre Gay, Claude Pettelet und Jean Quinaud als abschreckendes Beispiel erschossen.
Am 10. September 1915 erschien die erste Ausgabe der satirischen Zeitschrift Le Canard enchaîné.
Am 13. Oktober 1915 scheiterten die Verhandlungen Frankreichs mit Bulgarien; Außenminister Delcassé trat daraufhin zurück. Am 17. Oktober erklärte Frankreich Bulgarien den Krieg.